# Лаллеман, Гийом
Гийом Лаллеман (фр. Guillaume Lallement; 25 декабря 1782—1829) — французский публицист.
Во время Реставрации издавал в Бельгии газеты, враждебные Бурбонам. Его главные сочинения: «Le Secrétaire royal parisien» (П., 1814); «De la Véritable Légitimité des souverains» (1815); «Le Petit Roman d’une grande histoire» (1818).